# Encephalartos concinnus
Encephalartos concinnus är en kärlväxtart som beskrevs av Robert Allen Dyer och Inez Clare Verdoorn. Encephalartos concinnus ingår i släktet Encephalartos och familjen Zamiaceae. IUCN kategoriserar arten globalt som starkt hotad. Inga underarter finns listade i Catalogue of Life.

## Bildgalleri

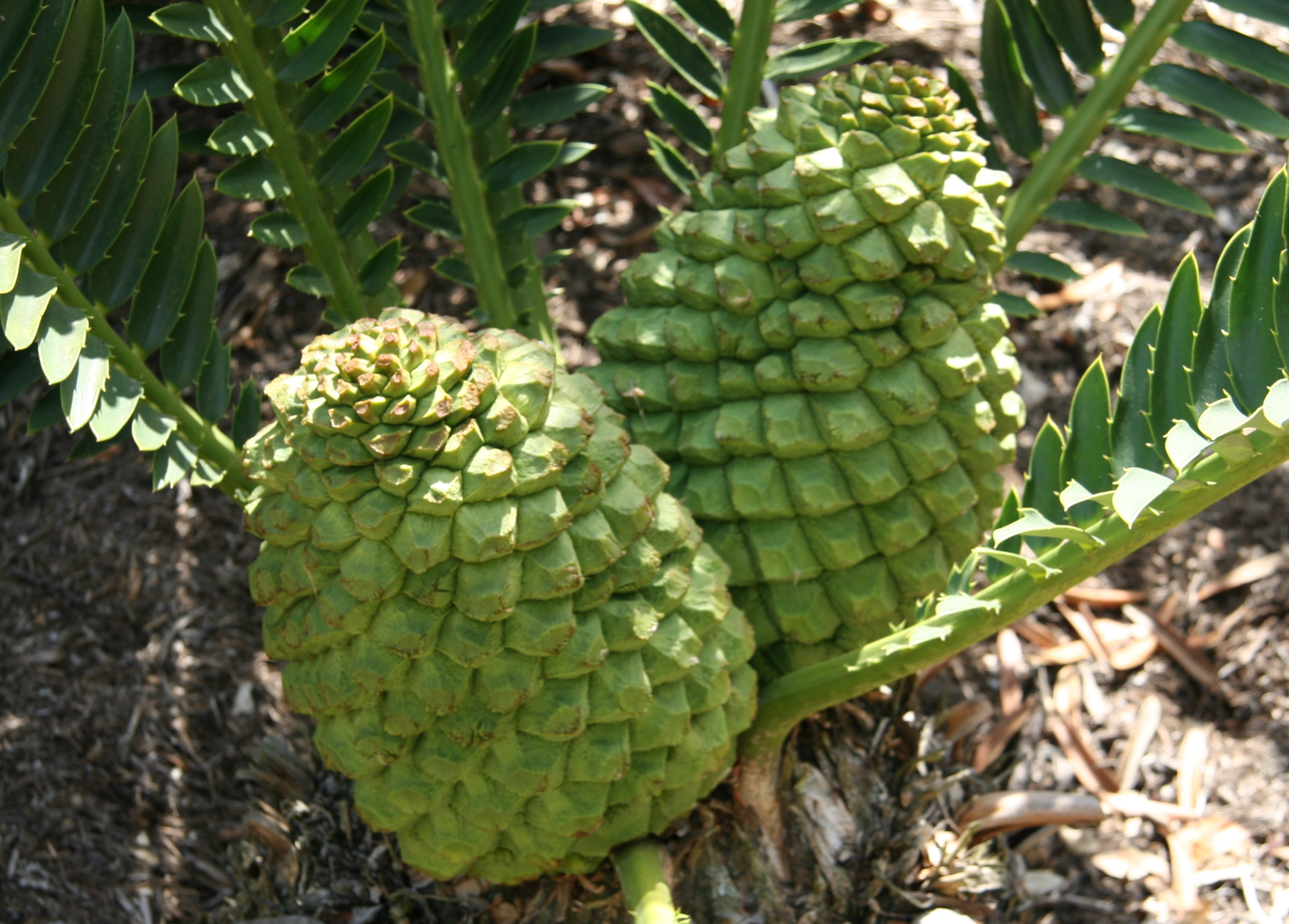